# ボブ・ペイズリー
ボブ・ペイズリーOBE（Bob Paisley OBE、本名:Robert Paisley OBE、1919年1月23日 - 1996年2月14日）は、イギリス・サンダーランド出身の元サッカー選手、サッカー指導者。

## 人物
1970年代から1980年代のリヴァプールFCの黄金時代を築いた名将。監督として在籍した9年間で3度のUEFAチャンピオンズカップ（現UEFAチャンピオンズリーグ）優勝、6度のリーグ優勝など多くのタイトルをリヴァプールにもたらした。監督として3度以上UEFAチャンピオンズカップ（現UEFAチャンピオンズリーグ）優勝を達成したのは、2023年の時点でペイズリーとカルロ・アンチェロッティ、ジネディーヌ・ジダン、ジョゼップ・グアルディオラの4人のみである。イングランドの年間最優秀監督を6回、月間最優秀監督を11回受賞した。

## 来歴

### 選手時代
1937年にアマチュアクラブでサッカー選手としてのキャリアをスタート。1940年にリヴァプールに加入しプロのキャリアをスタートした。しかし第二次世界大戦によってリーグ戦が中止される他ペイズリー自身も徴兵されるなどし、プレーから遠ざかった。戦争終了後、1946年からリーグ戦が再開されると共にサッカー選手として復帰すると、復帰初年度にリーグ優勝を果たす。1950年にはFAカップ準決勝でライバルのエヴァートン相手に自らゴールを決め決勝進出を果たしたが、ペイズリー自身は決勝のメンバーから漏れリヴァプールもアーセナルに敗れ準優勝に終わった。翌年からはキャプテンを務めたが、チームが2部リーグに降格すると共に1954年に選手として現役を引退した。通算では277試合12ゴールの成績を残した。

### 指導者時代
現役引退後は理学療法士としてチームに留まり、1959年にビル・シャンクリーがリヴァプールの監督になるとシャンクリーの右腕としてアシスタントコーチを務めた。シャンクリー勇退後の1974年から監督に就任。初年度は無冠だったものの、翌年からは国内外問わずヨーロッパサッカー界を席巻する。就任2シーズン目となる1975-76シーズンにリーグ優勝を果たすと共にUEFAカップも優勝。翌1976-77シーズンには、国内リーグ連覇を果たすだけでなく、クラブ史上初となるUEFAチャンピオンズカップ優勝も成し遂げた。このシーズンはリーグ優勝とUEFAチャンピオンズカップ優勝を果たしたが、FAカップは決勝でマンチェスター・ユナイテッドに2-1で敗れてトレブルを逃した。またFAカップだけは、監督として指揮した9年間で1度も優勝することはなかった。
1977-78シーズンにもチャンピオンズカップを優勝し連覇を成し遂げたが、リーグ戦ではブライアン・クラフ率いるノッティンガム・フォレストに3連覇を阻まれ、さらに翌シーズンから2シーズン連続でチャンピオンズカップ初戦敗退となった。しかし1980-81シーズンに決勝でレアル・マドリードを破って、3度目となるチャンピオンズカップ優勝を果たした。
また1978年から1981年までの3年間、リヴァプールFCのホームスタジアムであるアンフィールドにて全てのリーグ戦・カップ戦含めて85試合連続で無敗だった。85試合中63試合はリーグ戦であり、63試合連続リーグ戦ホーム無敗記録を樹立した（このリーグ戦ホーム無敗記録は2007年にチェルシーによって破られている）。
1983年、リーグ優勝とフットボールリーグカップ3連覇を手土産に9年間の監督生活を終えた。

### 引退後
監督業を引退後はリヴァプールのチームディレクターを務めたが、92年にアルツハイマー型認知症を患い退いた。1996年2月14日死去。没後の1999年にはリヴァプールFCのホームスタジアム、アンフィールドに「ペイズリー・ゲート」と名付けられた門が設けられた。また1968年試合中に故障したエムリン・ヒューズをおぶったエピソードは有名で、その時のシーンを型取った銅像が建てられた。

## 獲得タイトル

### 選手時代
- フットボールリーグ　ディビジョン1 (1):1946-1947

### 監督時代

#### 国内
- フットボールリーグ　ディビジョン1 (6):1975-1976, 1976-1977, 1978-1979, 1979-1980, 1981-1982, 1982-1983
- フットボールリーグカップ (3):1981, 1982, 1983
- コミュニティ・シールド (6):1974, 1976, 1977, 1979, 1980, 1982

#### 欧州
- UEFAカップ (1):1975-76
- UEFAチャンピオンズカップ (3):1976-77, 1977-78, 1980-81
- UEFAスーパーカップ (1):1977

## 監督成績
| シーズン | リーグ戦成績 | FAカップ成績 | フットボールリーグカップ成績 | ヨーロッパカップ戦成績              |
| -------- | ------------ | ------------ | ---------------------------- | ----------------------------------- |
| 1974-75  | 2位          | 4回戦進出    | 4回戦進出                    | UEFAカップウィナーズカップ2回戦進出 |
| 1975-76  | 優勝         | 4回戦進出    | 3回戦進出                    | UEFAカップ優勝                      |
| 1976-77  | 優勝         | 準優勝       | 2回戦進出                    | UEFAチャンピオンズカップ優勝        |
| 1977-78  | 2位          | 3回戦進出    | 準優勝                       | UEFAチャンピオンズカップ優勝        |
| 1978-79  | 優勝         | 準決勝進出   | 初戦敗退                     | UEFAチャンピオンズカップ初戦敗退    |
| 1979-80  | 優勝         | 準決勝進出   | 準決勝進出                   | UEFAチャンピオンズカップ初戦敗退    |
| 1980-81  | 5位          | 4回戦進出    | 優勝                         | UEFAチャンピオンズカップ優勝        |
| 1981-82  | 優勝         | 5回戦進出    | 優勝                         | UEFAチャンピオンズカップベスト8     |
| 1982-83  | 優勝         | 5回戦進出    | 優勝                         | UEFAチャンピオンズカップベスト8     |